# Bolitoglossa awajun
Bolitoglossa awajun — вид хвостатих земноводних родини безлегеневих саламандр (Plethodontidae). Описаний у 2020 році.

## Назва
Видова назва походить від слова аваджун, самоназви народності агуарунів, що живуть в амазонських джунглях.

## Поширення
Ендемік Перу. Відомий з передгірних лісів у Регіональному природному заповіднику Кордильєра Ескалера, національному парку Кордільєра Азул у регіоні Сан-Мартін на півночі країни Перу, на висоті 485—1311 м над рівнем моря, приблизно за 75 км на південний схід від Мойобамби.